# Championnat de France de roller derby 2016-2017
Navigation
2015-2016 2017-2018
Le deuxième championnat de roller derby français a lieu pour la saison 2016-2017 avec une compétition pour le roller derby féminin et une autre pour le roller derby masculin. Le championnat féminin est remporté par l'équipe des Nothing Toulouse qui bat les Paris Roller Girls, les championnes en titre, en finale 176 à 105. Pour la coupe masculine, l'équipe de Toulouse gagne pour la deuxième année consécutive en battant également une équipe de Paris, la Panam Squad.

## Championnat féminin
Pour la deuxième saison, l'élite reste inchangée avec 8 équipes mais la nationale 1 passe à 12 équipes avec deux poules de 6. La nationale 2 regroupe une nouvelle fois toutes les autres formations réparties en 8 zones de 5 à 7 équipes. À la fin de la saison de l'Élite, le classement détermine la meilleure équipe de France. Les équipes se classant septième et huitième de l'Élite sont automatiquement reléguées en Nationale 1 pour la saison suivante. Les deux meilleures équipes de Nationale 1 de chaque zone jouent une phase pour l'accession à l'Élite, la meilleure équipe de la zone A jouant contre la deuxième de la zone B et inversement. Les deux équipes remportant ce premier tour sont qualifiées pour l'Élite en 2017-2018 et une finale détermine l'équipe championne de Nationale 1. Chaque équipe classée dernière de Nationale 1 est reléguée automatiquement en Nationale 2. Pour l'accès en Nationale 1, une phase finale est organisée entre les équipes classées première de chaque poule ; les deux finalistes montent en Nationale 1.

### Élite
| \| The Leopard AvengersPRG - All Stars La Boucherie de Paris Bad Bunnies The Rolling Candies Les Duchesses All Blocks Nothing Toulouse \| Localisation des clubs engagés dans le championnat Élite |
| The Leopard AvengersPRG - All Stars La Boucherie de Paris Bad Bunnies The Rolling Candies Les Duchesses All Blocks Nothing Toulouse                                                                |

Les journées de championnat Élite ont lieu les 10 et 11 décembre 2016, les 11 et 12 mars et enfin les 10 et 11 juin 2017.
| Ville     | Club                    | Nom                   |
| --------- | ----------------------- | --------------------- |
| Paris 12e | Paris Roller Girls      | All Stars             |
| Toulouse  | Roller Derby Toulouse   | Nothing Toulouse      |
| Lille     | Lille Roller Girls      | Bad Bunnies           |
| Nantes    | Nantes Derby Girls      | Les Duchesses         |
| Amiens    | Roller Skating Amienois | The Rolling Candies   |
| Caen      | Roller derby Caen       | The Leopard Avengers  |
| Mérignac  | SAM Roller              | All Blocks            |
| Paris 15e | Les Quads de Paris      | La Boucherie de Paris |

### Nationale 1
| Ville         | Club                                  | Nom                  |
| ------------- | ------------------------------------- | -------------------- |
| Nantes        | Nantes Derby Girls                    | Les Divines Machines |
| Rennes        | Roller Derby Rennes                   | Les Déferlantes      |
| Toulouse      | Roller Derby Toulouse                 | Blocka Nostra        |
| Saint-Gratien | AS Saint-Gratien Roller Sports        | Panthers Graou       |
| Orcet         | FJEP Orcet                            | ORD A                |
| Montpellier   | Derby Club Le Crès Lattes Montpellier | DCCLM A              |

| Ville      | Club                          | Nom                              |
| ---------- | ----------------------------- | -------------------------------- |
| Strasbourg | Strascross                    | Hell's Ass Derby Girls All Stars |
| Marseille  | Marseille Roller Derby Club   | Bloody Skulls                    |
| Paris      | Paris Roller Girls            | Les Quedalles                    |
| Lyon       | Lyon Association Roller Derby | Le Gang Des Lyonnaises           |
| Metz       | Roller Derby Metz Club        | RDMC - All Stars                 |
| Grenoble   | Club Roller Derby 38          | The Cannibal Marmots             |

### Nationale 2
| Ville             | Club                   | Nom             |
| ----------------- | ---------------------- | --------------- |
| Aubenas           | Ardech'Roll            | Criminal Nurses |
| Bédarrides        | Rollerderby84          | Cherryblood     |
| Avignon           | Avignon Roller Skating | Rabbit Skulls   |
| Le Bourg d'Oisans | Oisans Roller Derby    | Sc'Alpes Hell   |
| Saint-Étienne     | Saint-Étienne Roller   | Green Harpies   |

| Ville         | Club                           | Nom                        |
| ------------- | ------------------------------ | -------------------------- |
| Lille         | Roller Derby Lille             | Switchblade RollerGrrrls   |
| Saint-Gratien | AS Saint-Gratien Roller Sports | Panthers Miaou             |
| Lille         | Lille Roller Girls             | Glorious Batardes          |
| Creil         | Roller Derby Creil             | The Knock’n’Roll Cannibals |
| Calais        | Roller Derby Calaisis          | The Black Tagada           |
| Paris         | Paris Hockey Club              | Les Gueuses de Pigalles    |

| Ville      | Club                          | Nom                            |
| ---------- | ----------------------------- | ------------------------------ |
| Nancy      | WheelSpirit Roller Derby Club | WheelSpirit Roller Derby Nancy |
| Dijon      | AM Sports                     | Flèches Revêches               |
| Dijon      | Di Dollz Roller Derby         | The Velvet Owls                |
| Belfort    | Roller Derby Belfort          | Knee Breakers On Wheels        |
| Reims      | Reims Roller Derby            | Beastie Derby Girls            |
| Strasbourg | Strascross B                  | The Team B'East                |

| Ville            | Club                            | Nom                |
| ---------------- | ------------------------------- | ------------------ |
| Lyon             | Lyon Association Roller Derby B | La Bande à Ta Mère |
| Clermont-Ferrand | APR 63                          | Auver'Niaks        |
| Mâcon            | Roller Derby Mâcon              | Les Bananas Clit   |
| Thonon-les-Bains | Thonon Rollers                  | Taxider'Biches     |
| Pontarlier       | Roller Skate Pontarlier         | Molly Hatchets     |
| Lyon             | Lyon roller                     | Grrriottes Girrrls |

| Ville                     | Club                                   | Nom               |
| ------------------------- | -------------------------------------- | ----------------- |
| Paris                     | Lutèce Destroyeuses                    | Les Encastreuses  |
| Rouen                     | Les Veuves Noires Rouen Roller Derby   | Les Veuves Noires |
| Montreuil                 | Roller Skating Montreuillois           | Nasty Pêcheresses |
| Sainte-Geneviève-des-Bois | Sainte-Geneviève Sports Roller Skating | Psyko'Quads       |
| Paris                     | Paris Roller Girls C                   | Sans Culottes     |
| Orléans                   | Orléans Roller Derby                   | Les Simones       |

| Ville           | Club                             | Nom              |
| --------------- | -------------------------------- | ---------------- |
| Nice            | Nice Roller Attitude             | Baywitch Project |
| Nîmes           | Kroko Roller                     | Bones Breakers   |
| Perpignan       | Roller Derby Pyrénées-Orientales | Coccyx Lexis     |
| Toulon          | Roller Provence Méditerranée     | Toxic Ladies     |
| Aix-en-Provence | Roller Derby Aix en Provence     | Les Amazones     |
| Narbonne        | Narbonne Roller Sports           | Les Head Hunters |

| Ville       | Club                                   | Nom                    |
| ----------- | -------------------------------------- | ---------------------- |
| Castres     | Roller Derby Castres                   | Black Crows            |
| Mérignac    | SAM Roller Sports                      | Spring Blocks          |
| Pibrac      | Pibrac Roller Skating                  | Les Harpies Braqueuses |
| La Rochelle | Roller Derby La Rochelle               | Hell'R Cheeky Dolls    |
| Toulouse    | Roller Derby Toulouse                  | Rainbow Furies         |
| Tarbes      | Tarbes Pau Pyrénées Roller Hockey Club | Full Metal Punkettes   |

| Ville             | Club                     | Nom                      |
| ----------------- | ------------------------ | ------------------------ |
| Le Mans           | Roller Derby 72          | Missfeet                 |
| Brest             | B.M.O Roller Derby Girls | BMO Roller Derby Girls A |
| Caen              | Roller Derby Caen        | Les Pétroleuses          |
| Lorient           | CPR Lorient              | Les Morues               |
| La Roche -sur-Yon | La Vendéenne             | Les Passeuses Dâmes      |
| Angers            | Anjou Derby Girls        | La Douleur Angevine      |

## Coupe masculine
Seize équipes masculines participent à la Coupe de France : les six meilleures équipes jouent directement les quarts-de-finale alors que les 12 autres sont réparties en deux zones et jouent donc un premier tour de qualification. 
| Ville       | Club                                  | Nom              |
| ----------- | ------------------------------------- | ---------------- |
| Paris       | Panam Squad                           | Panam Squad      |
| Toulouse    | Roller derby Toulouse                 | Quad Guards      |
| Calais      | Roller Derby Calaisis                 | Zombeers         |
| Montpellier | Derby Club Le Crès Lattes Montpellier | Kamiquadz        |
| Lille       | Lille Roller Derby Association        | Les Moustaches   |
| Rouen       | Les Veuves Noires Rouen Roller Derby  | Les Croque-Morts |

### Qualifications
Les tournois de qualifications se déroulent à Lille les 11 et 12 février 2017 pour la zone nord, et à Avignon les 18 et 19 février 2017 pour la zone sud.
| Ville    | Club                         | Nom                     |
| -------- | ---------------------------- | ----------------------- |
| Paris    | Les Calebrutes de Montmartre | Les Calebrutes          |
| Tours    | Les Nordiks de Touraine      | Track’Ass               |
| Lille    | Roller Derby Lille           | Les Barbiers de Sévices |
| Nantes   | Men's Roller Derby from LA   | Les Jules Vénères       |
| Chapet   | Les Succubes                 | Les Damnés              |
| Bordeaux | Roller Derby Bordeaux Men    | S.T.Y.X.                |

| Ville      | Club                  | Nom                |
| ---------- | --------------------- | ------------------ |
| Strasbourg | Strascross            | Team Rock'Est      |
| Dijon      | Di Dollz Roller Derby | La Raclée          |
| Orcet      | FJEP Orcet            | The Wolfgang       |
| Grenoble   | Mens Roller Derby 38  | Les Quadstrators   |
| Lyon       | Lyon Roller Derby     | Mon Cherrry        |
| Mâcon      | Roller Derby Mâcon    | Les Bandits Machos |

- Équipes qualifiées
- Équipes finalistes

### Phase finale de la coupe de France
La phase finale de la coupe de France masculine a lieu à Toulouse les 6 et 7 mai 2017. L'équipe des Croque-Morts de Rouen ne pouvant pas participer à la phase finale de la coupe, ils sont remplacés par les Quadstrators de Grenoble qui avaient fini 7e du classement de l'année précédente.
|  | Quarts de finale | Quarts de finale |             |           | Demi-finales           | Demi-finales |  |  | Finale         | Finale |
|  | Quarts de finale | Quarts de finale |             |           | Demi-finales           | Demi-finales |  |  | Finale         | Finale |
|  |                  |                  |             |           |                        |              |  |  |                |        |
|  |                  |                  |             |           |                        |              |  |  |                |        |
|  |                  |                  |             |           |                        |              |  |  |                |        |
|  | Quad Guards      | 642              |             |           |                        |              |  |  |                |        |
|  | Quad Guards      | 642              |             |           |                        |              |  |  |                |        |
|  | Les Quadstrators | 41               |             |           |                        |              |  |  |                |        |
|  | Les Quadstrators | 41               | Quad Guards | 483       |                        |              |  |  |                |        |
|  |                  |                  | Quad Guards | 483       |                        |              |  |  |                |        |
|  |                  | Kamiquadz        | 71          |           |                        |              |  |  |                |        |
|  | Kamiquadz        | Kamiquadz        | 71          | 225       |                        |              |  |  |                |        |
|  | Kamiquadz        |                  |             | 225       |                        |              |  |  |                |        |
|  | Zombeers         | 157              |             |           |                        |              |  |  |                |        |
|  | Zombeers         | 157              | Quad Guards | 199       |                        |              |  |  |                |        |
|  |                  |                  | Quad Guards | 199       |                        |              |  |  |                |        |
|  |                  | Panam Squad      | 98          |           |                        |              |  |  |                |        |
|  | Panam Squad      | Panam Squad      | 98          | 256       |                        |              |  |  |                |        |
|  | Panam Squad      |                  |             | 256       |                        |              |  |  |                |        |
|  | The Wolfgang     | 96               |             |           |                        |              |  |  |                |        |
|  | The Wolfgang     | 96               | Panam Squad | 274       |                        |              |  |  |                |        |
|  |                  |                  | Panam Squad | 274       | Match pour la 3e place |              |  |  |                |        |
|  |                  | Les Moustaches   | 95          |           |                        |              |  |  |                |        |
|  | Les Moustache    | Les Moustaches   | 95          | 171       |                        |              |  |  |                |        |
|  | Les Moustache    |                  |             | 171       |                        |              |  |  |                |        |
|  | Track'Ass        | 167              |             | Kamiquadz | 267                    |              |  |  |                |        |
|  | Track'Ass        | 167              |             | Kamiquadz | 267                    |              |  |  |                |        |
|  |                  |                  |             |           |                        |              |  |  | Les Moustaches | 121    |
|  |                  |                  |             |           |                        |              |  |  | Les Moustaches | 121    |

|  | Demi-finales     | Demi-finales |                        |     | Match pour la 5e place | Match pour la 5e place |
|  | Demi-finales     | Demi-finales |                        |     | Match pour la 5e place | Match pour la 5e place |
|  |                  |              |                        |     |                        |                        |
|  |                  |              |                        |     |                        |                        |
|  |                  |              |                        |     |                        |                        |
|  | Les Quadstrators | 153          |                        |     |                        |                        |
|  | Les Quadstrators | 153          |                        |     |                        |                        |
|  | Zombeers         | 168          |                        |     |                        |                        |
|  | Zombeers         | 168          | Zombeers               | 107 |                        |                        |
|  |                  |              | Zombeers               | 107 |                        |                        |
|  |                  | The Wolfgang | 271                    |     |                        |                        |
|  | The Wolfgang     | The Wolfgang | 271                    | 157 |                        |                        |
|  | The Wolfgang     |              |                        | 157 |                        |                        |
|  | Track'Ass        | 139          |                        |     |                        |                        |
|  | Track'Ass        | 139          | Match pour la 7e place |     |                        |                        |
|  |                  |              |                        |     |                        |                        |
|  |                  |              |                        |     |                        |                        |
|  |                  |              |                        |     |                        |                        |
|  | Les Quadstrators | 73           |                        |     |                        |                        |
|  | Les Quadstrators | 73           |                        |     |                        |                        |
|  | Track'Ass        | 278          |                        |     |                        |                        |
|  | Track'Ass        | 278          |                        |     |                        |                        |

| R | Ville       | Club                                  | Nom              |
| - | ----------- | ------------------------------------- | ---------------- |
| 1 | Toulouse    | Roller derby Toulouse                 | Quad Guards      |
| 2 | Paris       | Paname Squad                          | Paname Squad     |
| 3 | Montpellier | Derby Club Le Crès Lattes Montpellier | Kamiquadz        |
| 4 | Lille       | Lille Roller Derby Association        | Les Moustaches   |
| 5 | Orcet       | FJEP Orcet                            | The Wolfgang     |
| 6 | Calais      | Roller Derby Calaisis                 | Zombeers         |
| 7 | Tours       | Les Nordiks de Touraine               | Track’Ass        |
| 8 | Grenoble    | Mens Roller Derby 38                  | Les Quadstrators |